# Bactericide
Bactericide middelen zijn een klasse moleculen die bacteriën doden. Een bekend voorbeeld van een bactericidisch middel is penicilline.
Een vorm van een bactericide zijn verscheidene antibiotica. Dit is anders dan bacteriostatische antibiotica, welke de bacteriën niet doden, maar ze beletten dat ze zich vermenigvuldigen, zodat het lichaam de tijd krijgt ze op te ruimen. Bactericiden hoeven echter niet altijd antibiotica te zijn. Andere middelen die cellen kapotmaken zijn ook bactericiden, zoals ontsmettingsmiddelen en antiseptica.